# 广西壮族自治区教育厅
广西壮族自治区教育厅是广西壮族自治区人民政府的组成部门、主管广西壮族自治区教育工作的省级教育行政部门。